# ジャスパー郡区 (アイオワ州キャロル郡)
ジャスパー郡区は、アメリカ合衆国、アイオワ州、キャロル郡にある16の郡区の一つである。2000年の国勢調査で、人口は358人だった。

## 地理
ジャスパー郡区は、92.0平方キロメートル（35.54平方マイル)で、Lanesboroが含まれる。アメリカ地質調査所によると、この郡区はLanesboroとSalisburyの2つの霊園が含まれる。